# Incendios forestales de Córdoba de 2020

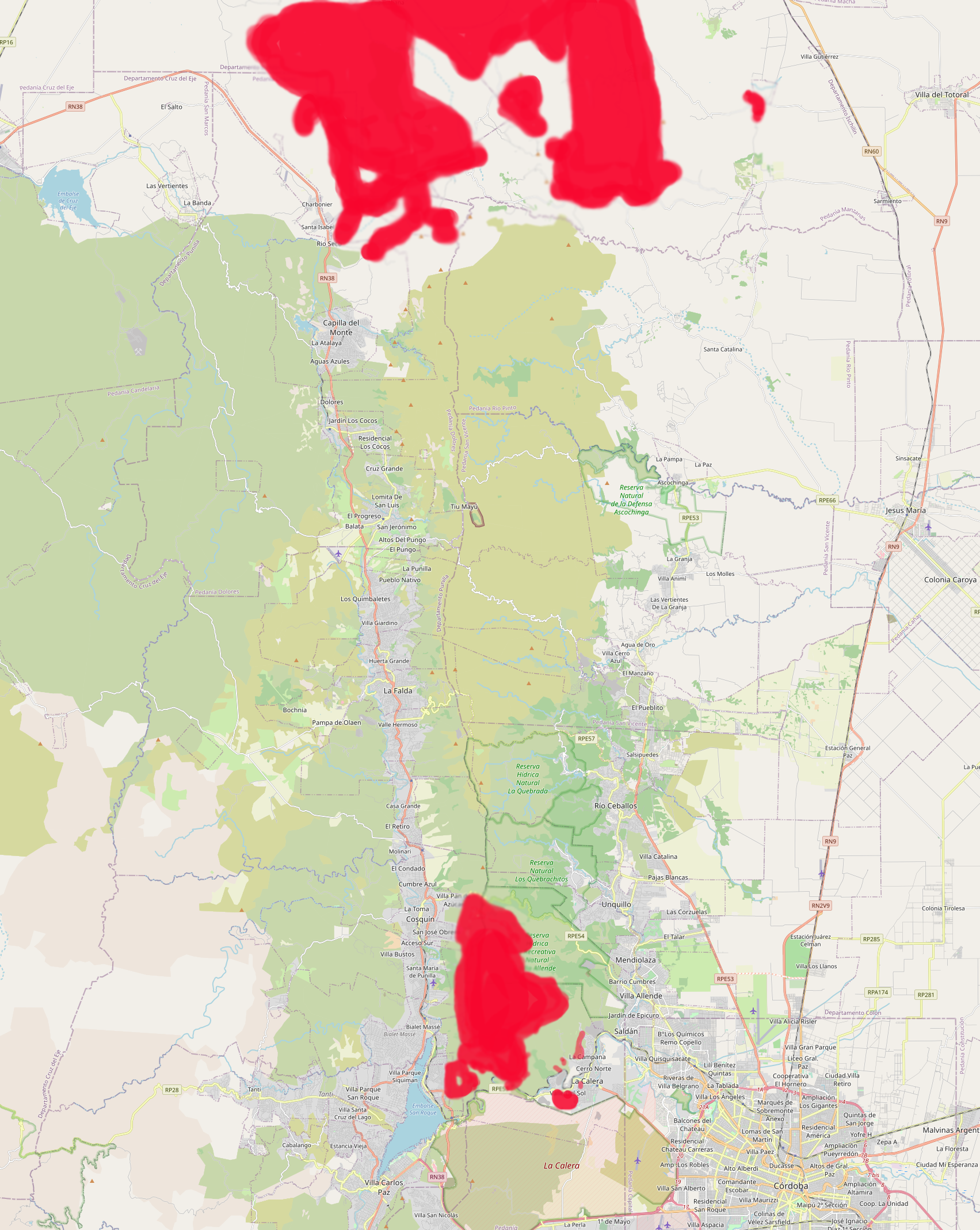
Incendios de agosto de 2020 en Córdoba: Áreas afectadas en rojo

Desde julio de 2020, una serie de incendios forestales afectaron a más de 300 mil hectáreas de la provincia argentina de Córdoba. El fuego continuó expandiéndose por tres meses, afectando más de 90 mil hectáreas en la vecina provincia de San Luis.
La región comenzó a ser azotada con algunos focos durante el mes de julio, pero los más grandes incendios se desarrollaron en las últimas semanas de agosto. El incendio de mayor extensión comenzó en áreas montañosas del Departamento Ischilín y luego se extendió hacia el Valle de Ongamira y el norte del Departamento Punilla.
También se registró otro foco de considerable extensión a pocos kilómetros al sur, sobre las Sierras Chicas, entre las ciudades de La Calera y Cosquín. Mientras que incendios de menor envergadura y duración se desataron en las ciudades de La Falda, Achiras y Valle Hermoso.
A octubre de 2020, unas 300 mil hectáreas habían sido afectadas por los incendios, considerados uno de los 10 incendios forestales más grandes del mundo del momento y comparables con los Incendios en el Oeste de Estados Unidos de 2020.
Para noviembre de 2020, seguía habiendo focos activos en la zona de Traslasierra desplazándose del oeste hacia el sur. En el departamento San Alberto, empezaron nuevos focos el 2 de noviembre. Se cuentan unas 320 mil hectáreas quemadas hasta el 6 de noviembre del 2020.

## Antecedentes
El centro de Argentina y, especialmente, la Provincia de Córdoba posee un clima templado con invierno seco. La temporada de lluvias solo se da en los meses de primavera y verano, mientras que los inviernos son muy secos y sin lluvia alguna. Sin embargo, se ha observado un aumento en la humedad en el clima de la provincia, asociado por algunos sectores al cambio climático.  Las precipitaciones anuales en las Sierras de Córdoba rondan entre los 400 y 600 milímetros anuales, según el lugar.[cita requerida]
La cobertura vegetal de las Sierras de Córdoba se compone de monte nativo (árboles como algarrobos, molles, talas, espinillos, quebrachos), arbustos espinosos, y en las áreas altas montañosas predominan los pastizales de altura con pajas, hierbas secas y de baja estatura. Todos ellos generan gran combustión en la temporada de sequía al ser alcanzados por el fuego.
Por tal motivo, la temporada de incendios en esta región del país siempre tiene lugar en los meses invernales, siendo agosto el mes de mayor actividad.
Si bien la cantidad de incendios varía año tras año, en el siglo XXI los años 2003, 2006, 2009, 2011, 2013, 2019 y 2020 han sido los más azotados.
Durante agosto de 2020, la región centro de Argentina -y especialmente Córdoba- sufrió una sequiía que propició el inicio y rápida propagación del fuego, agravada por una intensificación de los vientos. La zona de las Sierras de Córdoba atravesó más de 100 días sin lluvias. El fenómeno de El Niño-Oscilación del Sur se encontraba para septiembre de 2020 en una fase neutral, con un aumento en la probabilidad de desarrollo del fenómeno La Niña.
Si bien el incendio principal originado en el Departamento Ischilín tuvo su inicio en un tendido eléctrico defectuoso, muchos de los demás focos han sido desatados de manera intencional. Casi todos los incendios forestales tienen origen en el accionar humano, muchos de ellos iniciados de forma intencional y otros producto de negligencias o descuidos al iniciar fogatas, quemar de basura orgánica, arrojar colillas de cigarrillos o fuego producido en vertederos municipales de residuos que luego sale de control. Otras causas son fallas en cableado eléctrico aéreo y, en menor medida, caída de rayos.

## Desarrollo
Durante el desarrollo de los incendios forestales de 2020, unas 200 personas debieron ser evacuadas, 100 de las cuales en la ciudad de La Calera debido a que las llamas se acercaban a barrios densamente poblados.
Unas 20 viviendas resultaron totalmente quemadas durante los incendios, la mayoría en áreas rurales como Quebrada de Luna, en el norte del Valle de Punilla. Otra buena cantidad de casas resultaron parcialmente afectadas.
A pesar de la extensión y gravedad de los incendios, no se registraron víctimas fatales ni heridos.

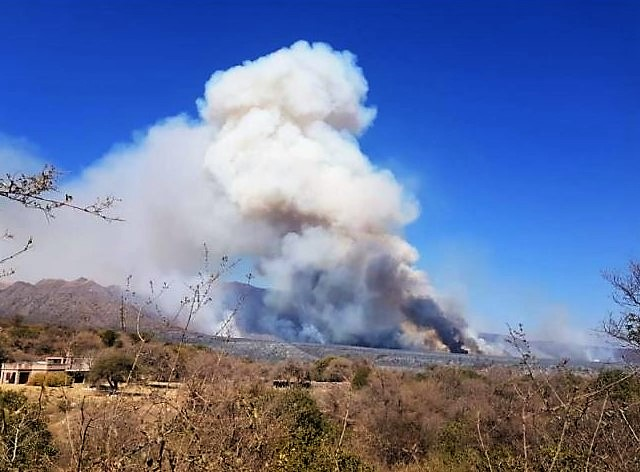
Incendio en Cerro Negro

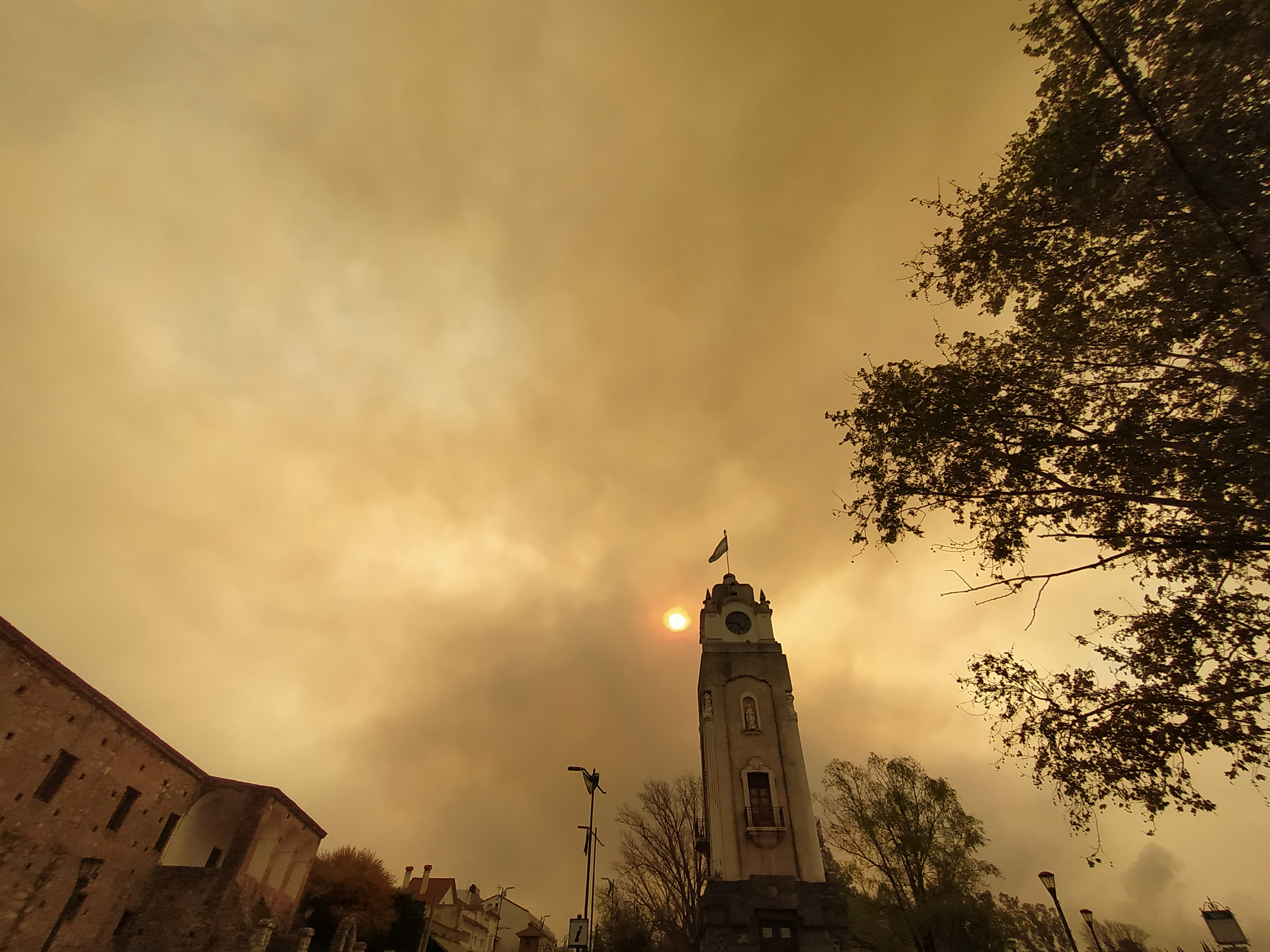
Durante diez días, el humo de los incendios invadió la ciudad de Alta Gracia.

### Cronología
- 9 de agosto: Comienza un gran incendio en el ejido municipal de Tanti que se expande hasta Mallin, pueblo perteneciente a la ciudad de Cosquín. En su camino el incendio quemó estancias y varios animales resultaron gravemente heridos. Participaron más de 200 bomberos y dotaciones de todo el valle de Punilla. El incendio tuvo una duración de 2 días y 5 familias fueron auto-evacuadas.15 de agosto: fuego en el área montañosa del departamento Ischilín, en el norte de la provincia, cerca de localidades como Villa Albertina y Cerro Negro.
- 21 de agosto: el fuego consume numerosas hectáreas en zonas montañosas remotas del departamento Ischilín y avanza rumbo al sur, hacia localidades como Ongamira.
- 22 de agosto: el valle de Ongamira y la Ruta Provincial 17 se ven afectados por el incendio.
- 23 de agosto: el incendio del norte del valle de Punilla llega a las áreas urbanas de Charbonier y Quebrada de Luna. Hay numerosas casas quemadas. Gran cantidad de humo invade las ciudades del valle con abundante caída de hollín y ceniza, también la ciudad de Córdoba se ve afectada por el humo. La Ruta Nacional 38 queda cerrada al tránsito entre las ciudades de Charbonier y Cruz del Eje. Se inician focos de incendio en La Calera, La Falda y en el Cerro Pan de Azúcar de Cosquín.
- 24 de agosto: aparece nuevo foco cercano a Capilla del Monte que se suma al gran incendio ya existente del norte de Punilla. El incendio en La Calera se agrava y se evacúan familias. Autoridades de la nación anuncian el envío de ayuda.
- 25 de agosto: se suman bomberos, aviones y helicópteros provistos por el gobierno nacional. El incendio de La Falda es controlado. Por la noche algunas lluvias escasas caen en algunas ciudades, pero no en las áreas de incendios.
- 26 de agosto: aunque controlados, continúan incendios en Capilla del monte (barrio La Tramontana y pie del cerro Uritorco), La Calera (barrio Casa Bamba, San Fernando), y Valle Hermoso (camino al Cuadrado). En los vecindarios Rummy y Las Polinesias de La Calera, el fuego fue extinguido y se evitó que afectara viviendas, bosques y la perrera municipal.
- 27 de agosto: todos los incendios han sido extinguidos y continuarán solo las guardias de cenizas.[18]
- 28 de agosto: se reactivan algunos focos, pero bomberos los extinguen en pocos minutos.
- 21 de septiembre: comienza un gran incendio en el Departamento de Cruz del eje que se expande por toda la región con una duración de 10 días, simultáneamente comienza un gran incendio en la ciudad de Alta Gracia y otro entre la ciudad de Villa Carlos Paz y San Antonio de Arredondo.   22 de septiembre: Temprano en la mañana comenzó un incendio en la zona oeste de La Cumbre, que según varias versiones no fue debidamente atendido en su inicio, y por el fuerte viento se tornó descontrolado. Llegó a rápidamente hasta la zona este de Villa Giardino, Huerta Grande, Pampa de Oláen. Las instituciones no daban abasto y la población intervino prestando ayuda en distintos frentes. El día 24 de septiembre ocurrió un accidente en la zona cercana al inicio del incendio, cerca del Aeroclub La Cumbre, un repentino golpe de viento generó un cambio brusco en el movimiento del fuego y las llamas atraparon a Cristóbal Varela Salas, vecino de San esteban que se encontraba en el lugar colaborando junto a muchos más. Fue rescatado por integrantes de brigadas comunitarias pero falleció el 25 de septiembre. La Brigada Caburé de Villa Giardino emitió un comunicado sobre esta situación.
- 28 de septiembre: comienza un incendio en el ¿pueblo Pampa de Olaen?, que se extiende hasta la ciudad de Tanti, llegando a zonas urbanas. El incendio tuvo una duración de 2 días.
- 30 de septiembre: mientras los bomberos extinguían los incendios en el sector de Tanti, se inicia un gran incendio en la localidad aledaña Villa Santa Cruz del Lago, en una zona campestre con gran cantidad de casas. El fuego avanzó rápidamente destruyendo viviendas y hasta sectores de un parque de diversiones. Si bien el incendio fue de gran magnitud, pudo ser controlado después de un día intenso.
- 01 de octubre: se reactiva el incendio de Villa Santa Cruz del Lago, Cruz del Eje y Alta Gracia. El incendio de Tanti es controlado.
- 02 de octubre: el gobierno de Córdoba vuelve a activar el alerta rojo por los incendios que avanzan desde la zona de Cruz del Eje.[19]
- 03 de octubre: siguen activos los focos de Villa de Soto, departamento de Cruz del Eje, y Alpa Corral, departamento de Río Cuarto.[20]
- 04 de octubre: Continúan activos los focos de Las Albahacas y La Higuera, con bomberos trabajando en la zona. Mientras tanto se detiene a una persona en Mina Clavero acusada de haber originado un nuevo foco de incendio que fue rápidamente contenido.[21]
- 14 de octubre: Si bien los focos fueron extinguidos con la primera tormenta de la temporada, la caída de una serie de rayos en áreas montañosas cercanas al Cerro Uritorco y Cerro Overo del Valle de Punilla, originaron un gran incendio que quemó gran superficie de pastizales de altura en las Sierras Chicas.
- 17 de octubre: el mencionado incendio se dirige al sur por la parte alta de las Sierras Chicas, afectando el área montañosa cercana a la ciudad de Capilla del Monte, y a puestos rurales como Estancia Carapé y Puesto Pavón.
- 18 de octubre: Aparece un nuevo foco de incendio al norte de la ciudad de Córdoba, cercano a localidades como Estación Juárez Celman y Colonia Tirolesa, razón por la cual, la Ruta Nacional 9 queda cerrada al tránsito debido al intenso humo. Mientras tanto, el incendio de las Sierras Chicas continúa en grave situación, azotando áreas montañosas cercana a las localidades de Los Cocos, La Cumbre y de sitios como Estancia Macabilandia y el centro de Reeducación de los Monos Carayá. Unas 18 viviendas de los barrios Cruz Chica y Cruz Grande de La Cumbre fueron evacuadas.[22][23]
- 19 de octubre: Durante la madrugada, el fuego de las sierras desciende hacia la localidad de Los Cocos. Los parques de diversiones como Los Cocos Park, El Descanso y la Telesilla fueron rodeados por el fuego en horas de la mañana. También fueron afectados el Cerro La Rosilla, conocido por albergar las antenas de comunicaciones de la  región, y el Cerro El Camello donde se levanta el monumento del Mástil. Otro frente del mismo incendio se dirigió al norte, hacia los cerros Las Gemelas, y otro en dirección sureste, hacia la localidad de La Granja.
- 20 de octubre: Las lluvias y tormentas caídas durante la noche del 19 de octubre y primeras horas del 20, ayudaron a extinguir los incendios en su totalidad.
- 2 de noviembre: aparecen nuevos focos en el Departamento San Alberto.[8]
- 6 de noviembre: siguen los focos en San Alberto y el Valle de Translasierra.[8][9]

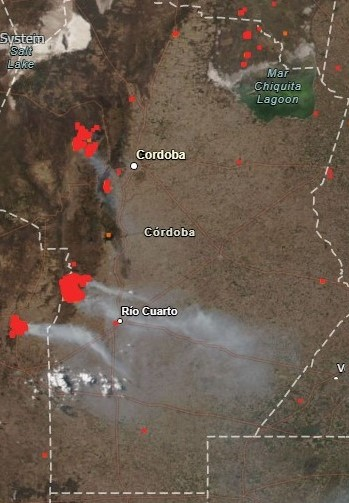
Vista satelital de los incendios (29 de septiembre)

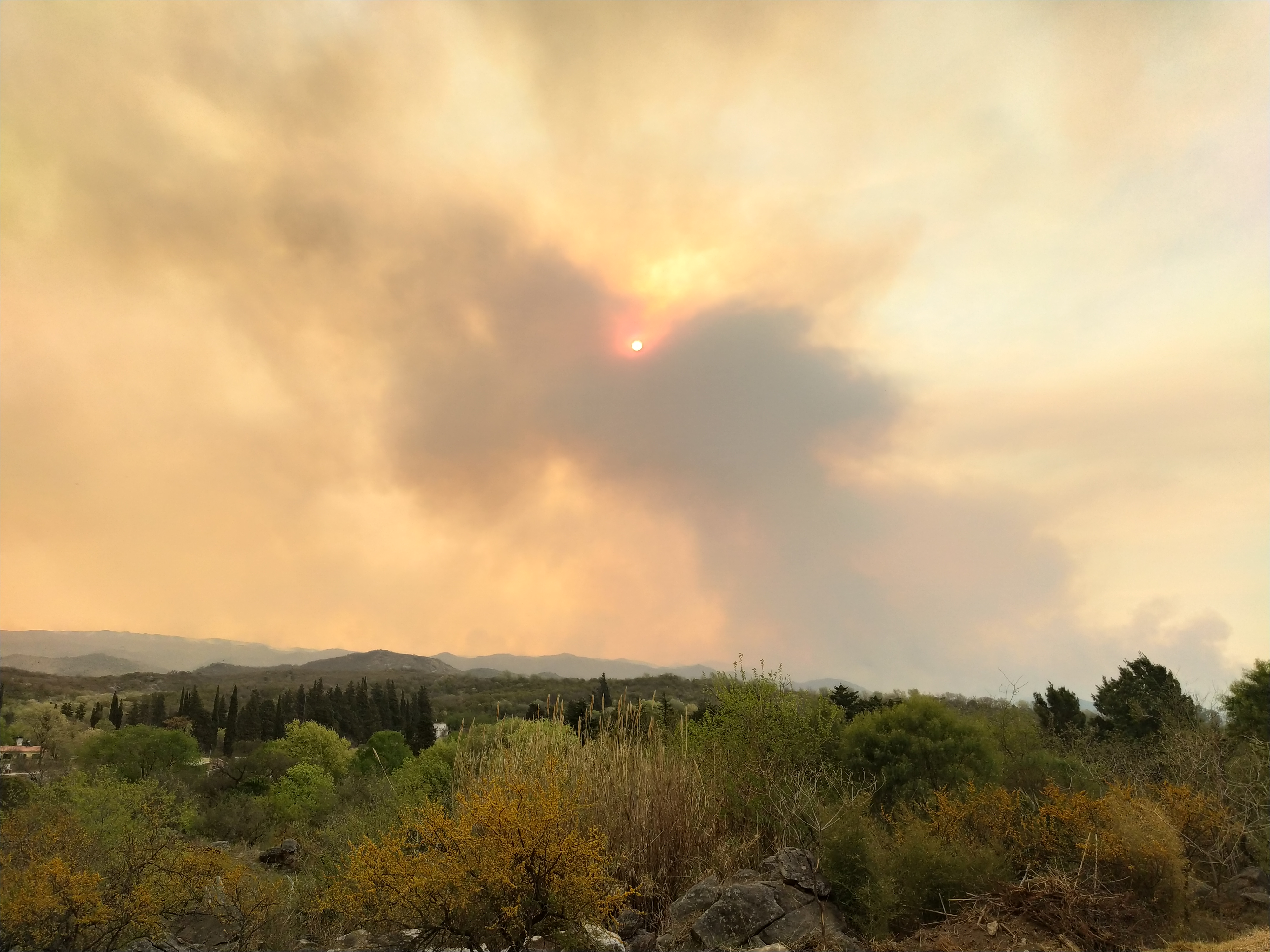
Vista desde una de las zonas altas de Alta Gracia.

### Consecuencias
La superficie afectada por los incendios en Córdoba asciende a más de 40 mil hectáreas, el equivalente a 12 veces la superficie de la ciudad de Córdoba. Numerosas especies de flora quedaron reducidas a cenizas y gran cantidad de fauna nativa también se vio afectada, especialmente animales pequeños, reptiles y roedores que se ven imposibilitados de escapar de las llamas. 
El daño ecológico persiste luego de los incendios, debido a que escasea el alimento y los lugares de anidamiento para los animales silvestres sobrevivientes. También el suelo debilitado y sin cobertura forestal se vuelve más frágil ante la erosión del viento y posibles deslaves en tiempos de lluvia.
Las autoridades informaron de cuatro arrestos de posibles sospechosos: Una señora y dos jóvenes de la ciudad de Cosquín y otro joven de la localidad de Charbonier. Todos ellos portaban elementos para encender fuego.
Según los expertos, las especies afectadas tardarán alrededor de 30 años en recuperarse.
Para evitar incendios producidos por intereses económicos como  desarrollos inmobiliarios o actividades agrarias, se han elevado propuestas de leyes para impedir la venta y desarrollo de agricultura o viviendas en las áreas afectadas por los incendios durante los próximos 30 y 60 años.

### Otros Incendios
Si bien estos incendios han sido los de mayor extensión, otros incendios ocurrieron durante el 2020 en Argentina. Uno de ellos en la localidad de Achiras, al sur de la provincia de Córdoba. Mientras que a lo largo del Río Paraná, en provincias como Buenos Aires, Santa Fe y Entre Ríos se desarrollaron los Incendios en el delta del río Paraná de 2020, que afectaron a las costas e islas del mismo, con consecuencias ecológicamente devastadoras. 
También se registraron focos en las provincias de Corrientes, Misiones, San Luis ,La Rioja, Catamarca, Tucumán y Salta.

## Zonas afectadas
| Zona                      | Localidades afectadas y/o amenazadas |
| ------------------------- | --- |
| Valle de Punilla          | - Quebrada de Luna - Charbonier - Capilla del Monte - Los Cocos - La Cumbre - La Falda - Valle Hermoso - Villa giardino - Cosquín - Santa María de Punilla - Bialet Massé - Tanti - San Roque |
| Valle de Paravachasca     | - Alta Gracia - Falda del Carmen - Villa Los Aromos - La Bolsa - La Paisanita |
| Sierras Chicas            | - La Calera - Saldán - Salsipuedes - La Granja |
| Departamento Ischilín     | - Ongamira - Copacabana - Cañada de Río Pinto - Villa Albertina - Villa Cerro Negro |
| Departamento Colón        | - Estación Juárez Celman - Colonia Tirolesa |
| Departamento Río Cuarto   | - Achiras |
| Departamento Cruz del Eje | - La Higuera |
| Departamento Capital      | - Córdoba |
| Departamento San Javier   | - Luyaba |
| Departamento Río Seco     | - Villa de María de Río Seco |

## Reacciones
Debido a la gravedad de los incendios, el gobierno nacional de Argentina decidió enviar ayuda. La misma consiste en personal de bomberos, aviones hidrantes, un avión vigía, helicópteros con helibaldes y un helicóptero perteneciente a la Policía Federal Argentina.
El 25 de agosto, las autoridades de la provincia de Córdoba declaran zona de desastre agropecuario al área afectada y los habitantes afectados gozarán de distintos tipos de ayudas y beneficios. También se anuncia ayuda económica para productores agropecuarios que sufrieron pérdidas por el fuego.
Por parte del gobierno y algunas entidades ambientales se iniciaron planes para reforestar las áreas quemadas. Autoridades del zoológico de Córdoba, del refugio Tatú Carreta y profesionales de la Universidad Nacional de Córdoba brindaron ayuda para trasladar y atender a animales afectados por el incendio.
La sociedad también participó de distintos movimientos, desde difundir contenido sobre el incendio en las redes sociales, hasta hacer campañas de donación para bomberos y personas afectadas. También se dieron algunas manifestaciones sociales para solicitar al gobierno más ayuda y celeridad en su accionar contra el fuego.
El 26 de agosto en distintas ciudades de la provincia se realizó un "bocinazo" en horas de la mañana, donde la gente tocaba el clarxon de sus vehículos como homenaje a los distintos bomberos que han trabajado arduamente.
La cobertura mediática estuvo presente durante el desarrollo de los diversos incendios y la tragedia tuvo difusión en Argentina y algunos medios internacionales.
Un proyecto de ley impulsado por Máximo Kirchner, diputado e hijo de Cristina Fernández de Kirchner, obtuvo media sanción el 28 de noviembre, modificando la ley 26815 de "Manejo de Fuego", agregando artículos que prevén la prohibición de desarrollos inmobiliarios durante 30 años en campos que hayan sufrido un incendio. El objetivo de la ley es desincentivar los incendios intencionales con fines especulativos. Juristas y empresarios criticaron la ley por inconstitucional, por violar el principio de no regresividad y por obviar la presunción de inocencia al no distinguir entre incendios intencionales y accidentales. El 4 de diciembre se convirtió en ley al ser aprobada con 41 votos por la cámara de Senadores.